# Paul Maddison
Pour les articles homonymes, voir Maddison.
Paul A. Maddison était un officier de la Marine royale canadienne qui a été le commandant de celle-ci de 2011 à 2013. De juin 2015 à mai 2019, il a servi en tant que haut commissionnaire du Canada en Australie.

## Biographie
Paul Maddison s'est enrôlé dans les Forces armées canadiennes en 1975. En 1980, il est diplômé du Collège militaire royal de Saint-Jean avec un baccalauréat universitaire ès lettres. Il commanda le NCSM Calgary de 1997 à 1999 et le Iroquois de 2002 à 2004. En mai 2008, il devint le commandant des Forces maritimes de l'Atlantique. Le 21 juillet 2011, il devint le commandant de la Marine royale canadienne, fonction qu'il occupa jusqu'à sa retraite en 2013.
Paul Maddison fut nommé haut commissionnaire du Canada en Australie en juin 2015.

## Annexe